# Jardín Botánico Montano de Pratorondanino

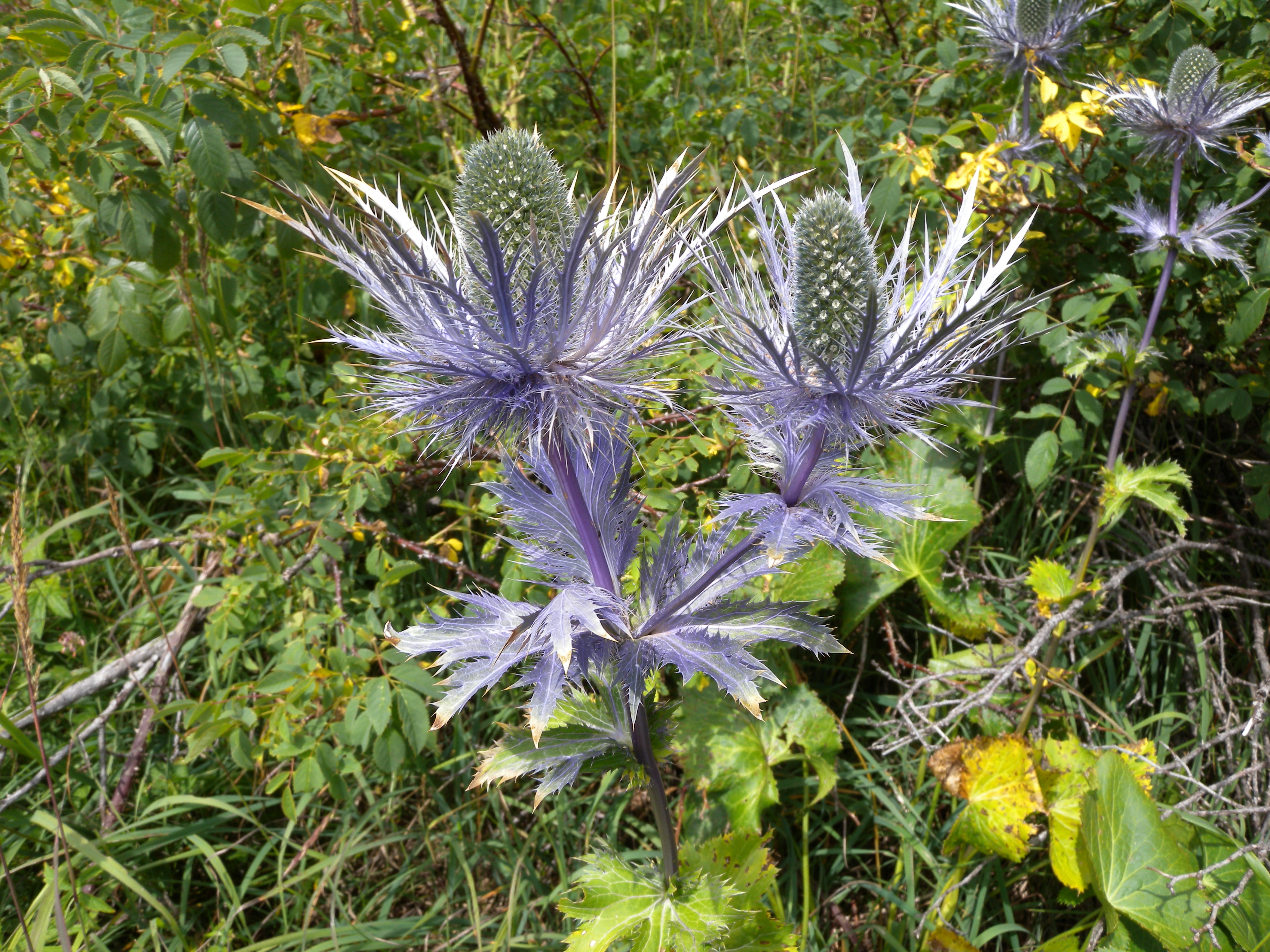
Floración de Eryngium alpinum una de las especies presentes en el jardín botánico.

El Jardín Botánico Montano de Pratorondanino (en italiano: Giardino Botanico di Pratorondanino), es una reserva de la naturaleza y jardín botánico de 3 hectáreas de extensión en "Pratorondanino", Campoligure. Su código de reconocimiento internacional como institución botánica, así como las siglas de su herbario es PRAT.

## Localización
Se encuentra a una altitud de 750 m s. n. m.
Giardino Botanico montano di Pratorondanino "Pratorondanino", Campoligure (GE) Provincia de Génova, Liguria, Italia.44°28′10.5594″N 8°53′44.1594″E / 44.469599833, 8.895599833
Está abierto a diario en los meses cálidos del año.

## Historia
Inaugurado en 1979 por el GLAO (Gruppo Ligure Amatori Orchidee), y desde 1983 se ha extendido para ampliar con nuevas especies, primordialmente de las montañas de los Alpes y de los Apeninos.

## Colecciones
Actualmente en sus colecciones incluye : 14 especies de rhododendron; 2 especímenes de sequoias: Sequoiadendron giganteum y Sequoia sempervirens; Ginkgo biloba; un ejemplar del raro Wollemia nobilis; 
- Colección de orquídeas de montañas, especialmente Cypripedium;
- Ejemplares de la Flora de las montañas de Liguria incluyendo Viola bertolonii y Cerastium utriense;
- Colección de 50 Sempervivum y numerosos Sedum;
- Especies en peligro Eryngium alpinum, Lilium pomponium y Wulfenia carinthiaca.
- Árboles comunes de la región  Abies alba, Fagus sylvatica, Larix decidua, Castanea sativa, Picea abies, Pinus mugo, Prunus avium, Quercus petraea, Robinia pseudoacacia, Sorbus aucuparia, y Taxus baccata.